# Stephan II. Thököly
Stephan II. Thököly (* 8. Februar 1623 in Kesmark, Königreich Ungarn; † 4. Dezember 1670 auf Burg Arwa, Königreich Ungarn) war ein ungarischer Graf und Großgrundbesitzer.

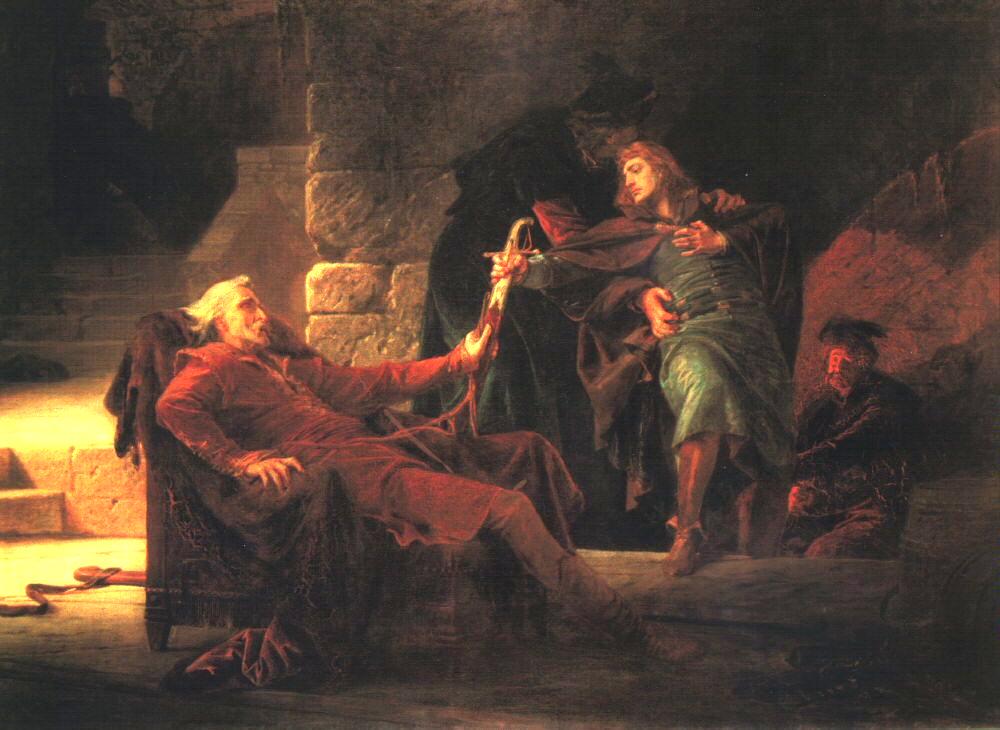
Stephan II. Abschied von seinem Sohn Emmerich vor dessen Flucht aus der Arwaburg (Historiengemälde von Bertalan Székely, 1875)

## Leben
Stephan II. Thököly wurde am 8. Februar 1623 als Sohn von Stephan I. Thököly und dessen zweiter Gattin Katharina geb. Thurzó in Kesmark geboren. Aufgrund seiner Herkunft mütterlicherseits erreichte er eine höhere gesellschaftliche Stellung als die übrigen Mitglieder seines Geschlechts. Nach dem Tod seines Großvaters, des Palatins Georg Thurzó, wurde er 1653 zum Verwalter der Familiengüter im Komitat Arwa berufen und wurde gleichzeitig zum erblichen Obergespan des Komitats Arwa ernannt. 1654 wurde er von Kaiser Leopold I. in den Grafenstand erhoben. Er verwaltete inzwischen ein riesiges Familienvermögen, er besaß Domänen in Kesmark, Rosenberg, Likawa und Arwa. Durch seine am 14. November 1651 geschlossene Ehe mit der aus Siebenbürgen stammenden erst 14 Jahre alten wohlhabenden Mária Gyulaffy (* 1637, † 19. November 1659) kamen weitere Güter in Siebenbürgen hinzu. Mária Gyulaffy war die Enkelin des Fürsten von Siebenbürgen Stephan Bethlen von Iktar (* 1582, † 1648).

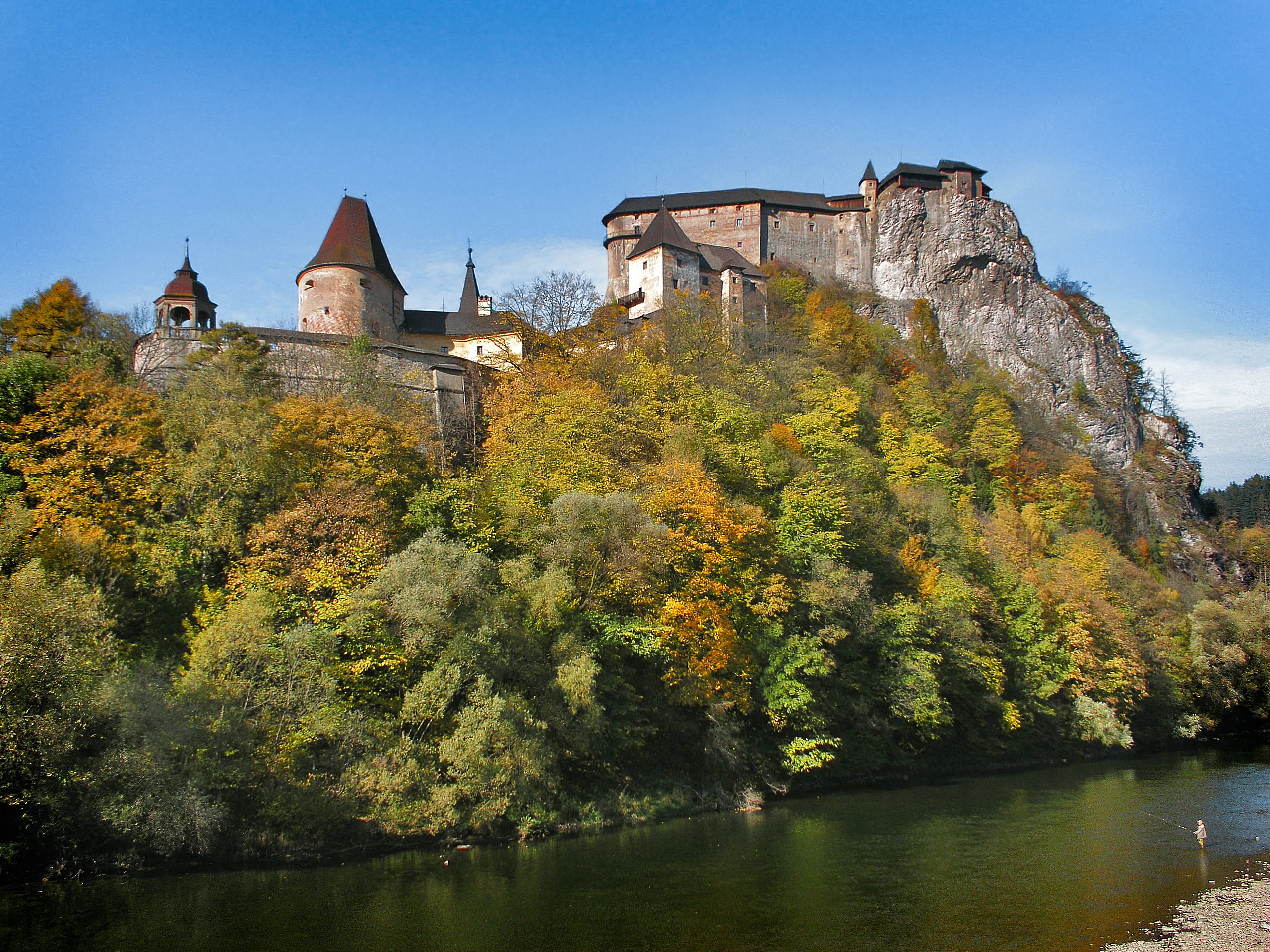
Burg Arwa

Stephan II. war ein enger Freund von Franz Wesselényi (* 1605, † 1667) und Franz III. Nádasdy (* 1622, † 1671) und unterstützte die Wesselényische Magnatenverschwörung mit riesigen Geldsummen. Als die Verschwörung aufgedeckt wurde, befand sich Istvan II. auf seiner Burg in Arwa. Als feststand, dass auch er in die Verschwörung verwickelt war, wurde die Burg ab November 1670 von kaiserlichen Truppen unter Feldmarschall Sigbert Heister (* 1646, † 1718) belagert. Nach zwei Wochen waren die Burgverteidiger gezwungen die Burg am 10. Dezember 1670 aufzugeben und ergaben sich den kaiserlichen Truppen. Stephan II. erlebte diese Aufgabe nicht mehr, da er während der Belagerungszeit am 4. Dezember in der Burg verstarb – ob infolge einer Krankheit oder durch Suizid, das konnte nicht geklärt werden. Nach dem Einzug der kaiserlichen Truppen in der Burg blieb sein Leichnam neun Monate lang unbestattet. Die Familienangehörigen wünschten, das der Tote in die Familiengruft nach Kesmark überführt werden solle, diesem Anliegen wurde jedoch nicht stattgegeben.
Stephan II. Thökölys einzigen Sohn Imre (Emmerich) gelang es (angeblich) über einen Geheimgang die Burg Arwa während der Belagerung durch die Kaiserlichen unbeschadet zu verlassen. Nach anderen Quellen wurde er im Auftrag seines Vaters von dessen Gefolgsleuten Stephan Boczko und Daniel Günther von Lilienfeld aus dem 1667 von Stephan II. gegründeten Evangelischen Kollegium in Eperjes über Schloss Chrust (heute Ukraine) nach Siebenbürgen zu Fürst Michael I. Apaffi gebracht. Seine drei Töchter, die sich während der Belagerung ebenfalls in der Burg befanden wurden zuerst eingekerkert, später jedoch frei gelassen.
Wegen Beteiligung an der Verschwörung wurde Stephan II. im Jahre 1671 aller seiner Güter für verlustig erklärt. Die Burg und das gesamte Vermögen (Möbel, Waffen, Bilder, Kunstgegenstände usw.) von Stephan II. wurden vom Herrscherhaus konfisziert; gemäß alten Chroniken sollen in den Jahren 1670 und 1671 neunzehn Wagenladungen mit Gütern aus der Burg nach Wien transportiert worden sein.

## Nachkommen
Aus der Ehe mit der erst vierzehnjährigen Mária Gyulaffy gingen sechs Kinder hervor. Nach dem Tode seiner Frau heiratete er nicht mehr, sondern zog die noch lebenden vier Kinder (drei Mädchen und ein Junge) selbst groß:
- Ádám (* September 1652, † Oktober 1652)

- István (* 1654, † 1655)

- Katalin (* 18. April 1655, † 26. Januar 1701) ⚭ 1. Ehe am 15. November 1670 mit Ferenc Esterházy (* 1641, † 1683); 2. Ehe mit Maximilian Jörger († 1698); 3. Ehe mit Johann Jakob von Löwenburg

- Mária (* 1656, † ?) ⚭ 1. Ehe mit László Pethő († vor 1685);  2. Ehe mit Stephan Nádasdy († nach 1685); 3. Ehe mit Johann v. Tarnowski

- Imre (* 1657, † 1705) ⚭ mit Ilona Zrínyi (* 1643, † 1703)

- Éva (* 1659, † 1716) ⚭ am 9. August 1682 mit Palatin Pál I. Esterházy (* 1635, † 1713)

## Posthum
Selbst nach dem Tode von Stephan II. hatten die lutherischen Thökölys keine Ruhe. Im Zuge der Gegenreformation wurde auch die Hl. Kreuzkirche in Kesmark – in welcher sich das Erbbegräbnis der Familie befand – rekatholisiert. Auf Anordnung des Zipser Kapitels (slow. Spišská kapitula) wurde 1731 die Gruft der Thökölys pietätlos aufgebrochen, die Leichen wurden aus den Zinnsärgen geworfen und in der gesamten Gruft zerstreut, dann ohne Neubestattung auf den Kirchhof geworfen. Der gefundene Schmuck wurde gestohlen und die Zinnsärge an Metallhändler verkauft.